# Йоганн Лаксдал
Йоганн Лаксдал (ісл. Jóhann Laxdal, нар. 27 січня 1990) — ісландський футболіст, захисник клубу «Стьярнан» та національної збірної Ісландії.

## Клубна кар'єра
У дорослому футболі дебютував 2007 року виступами за «Стьярнан», в якому провів сім сезонів, взявши участь у 131 матчі чемпіонату. Більшість часу, проведеного у складі «Стьярнана», був основним гравцем захисту команди.
У лютому 2014 року перейшов в норвезький клуб «Улл-Кіса», що виступав у другому за рівнем дивізіоні країни, підписавши контракт на два роки. Проте вже 17 липня того ж року контракт було розірвано і Лаксдал повернутися в «Стьярнан», якому того ж сезону допоміг вперше в історії стати чемпіоном Ісландії та пробитись в кваліфікацію Ліги чемпіонів.

## Виступи за збірні
2006 року дебютував у складі юнацької збірної Ісландії. У складі збірної до 17 років брав участь у юнацькому чемпіонаті Європи 2007 року, де зіграв в усіх трьох матчах групи. Всього взяв участь у 14 іграх на юнацькому рівні.
Протягом 2009–2012 років залучався до складу молодіжної збірної Ісландії. На молодіжному рівні зіграв у 8 офіційних матчах.
14 серпня 2013 року дебютував в офіційних матчах у складі національної збірної Ісландії в товариській грі проти збірної Фарерських островів (1:0), вийшовши на заміну в перерві замість Сельві Оттесена. Наразі провів у формі головної команди країни 1 матч.

## Статистика виступів

### Статистика клубних виступів
| Сезон                | Клуб                 | Чемпіонат            | Чемпіонат | Чемпіонат | Національний кубок | Національний кубок | Національний кубок | Континентальні кубки | Континентальні кубки | Континентальні кубки | Суперкубок | Суперкубок | Суперкубок | Усього | Усього |
| Сезон                | Клуб                 | Ліга                 | Ігор      | Голів     | Ліга               | Ігор               | Голів              | Ліга                 | Ігор                 | Голів                | Ліга       | Ігор       | Голів      | Ігор   | Голів  |
| -------------------- | -------------------- | -------------------- | --------- | --------- | ------------------ | ------------------ | ------------------ | -------------------- | -------------------- | -------------------- | ---------- | ---------- | ---------- | ------ | ------ |
| 2007                 | «Стьярнан»           | 1Д (ІІ)              | 9         | 0         | КІ+КЛ              | ?                  | ?                  | —                    | —                    | —                    | —          | —          | —          | ?      | ?      |
| 2008                 | «Стьярнан»           | 1Д (ІІ)              | 20        | 0         | КІ+КЛ              | ?                  | ?                  | —                    | —                    | —                    | —          | —          | —          | ?      | ?      |
| 2009                 | «Стьярнан»           | У                    | 20        | 5         | КІ+КЛ              | ?                  | ?                  | —                    | —                    | —                    | —          | —          | —          | ?      | ?      |
| 2010                 | «Стьярнан»           | У                    | 20        | 2         | КІ+КЛ              | 2+?                | 0+?                | —                    | —                    | —                    | —          | —          | —          | ?      | ?      |
| 2011                 | «Стьярнан»           | У                    | 21        | 1         | КІ+КЛ              | 1+?                | 0+?                | —                    | —                    | —                    | —          | —          | —          | ?      | ?      |
| 2012                 | «Стьярнан»           | У                    | 20        | 0         | КІ+КЛ              | 5+?                | 0+?                | —                    | —                    | —                    | —          | —          | —          | ?      | ?      |
| 2013                 | «Стьярнан»           | У                    | 21        | 2         | КІ+КЛ              | 5+?                | 0+?                | —                    | —                    | —                    | —          | —          | —          | ?      | ?      |
| Усього за «Стьярнан» | Усього за «Стьярнан» | Усього за «Стьярнан» | 131       | 10        |                    | ?                  | ?                  |                      | —                    | —                    |            | —          | —          | ?      | ?      |
| 2014                 | «Улл-Кіса»           | 1Д (ІІ)              | 12        | 0         | КН                 | 2                  | 0                  | —                    | —                    | —                    | —          | —          | —          | 14     | 0      |
| 2014                 | «Стьярнан»           | У                    | 5         | 0         | КІ+КЛ              | 0                  | 0                  | ЛЄ                   | 2                    | 0                    | —          | —          | —          | 6      | 0      |
| Усього               | Усього               | Усього               | 147       | 10        |                    | ?                  | ?                  |                      | 2                    | 0                    |            | —          | —          | ?      | ?      |

| Дата       | Місто     | Господарі | Результат | Гості             | Турнір           | Голи | Примітки |
| ---------- | --------- | --------- | --------- | ----------------- | ---------------- | ---- | -------- |
| 14/08/2013 | Рейк'явік | Ісландія  | 1 – 0     | Фарерські острови | товариський матч | -    |          |
| Усього     |           | Матчів    | 1         |                   | Голів            | 0    |          |